# Nephrolepis lanceolata
Nephrolepis lanceolata là một loài dương xỉ trong họ Nephrolepidaceae. Loài này được Goldm. mô tả khoa học đầu tiên năm 1843.
Danh pháp khoa học của loài này chưa được làm sáng tỏ. 